# Hoffmannia congesta
Hoffmannia congesta là một loài thực vật có hoa trong họ Thiến thảo. Loài này được (Oerst.) Dwyer mô tả khoa học đầu tiên năm 1993.

## Hình ảnh

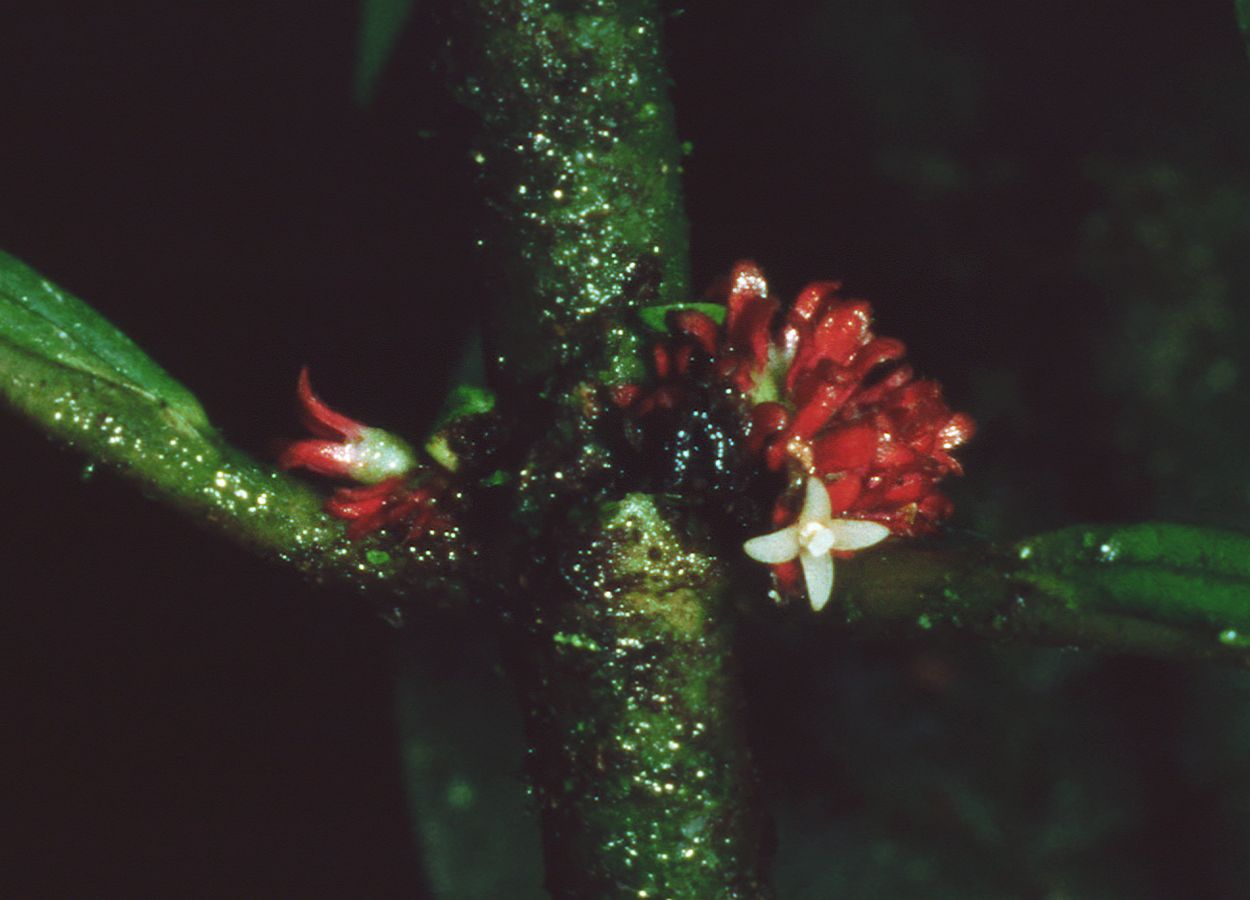
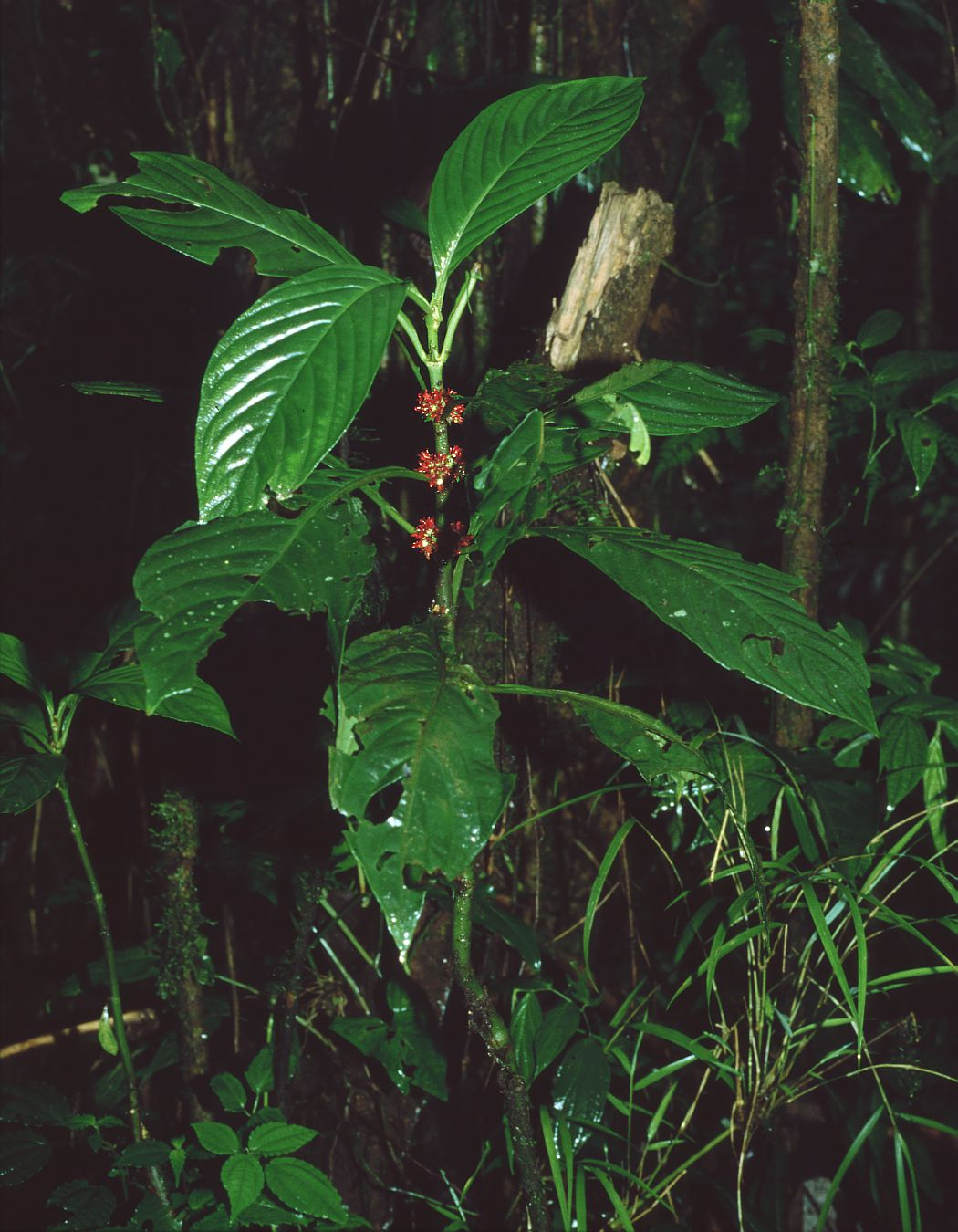